# Statu Quo (llocs sants)

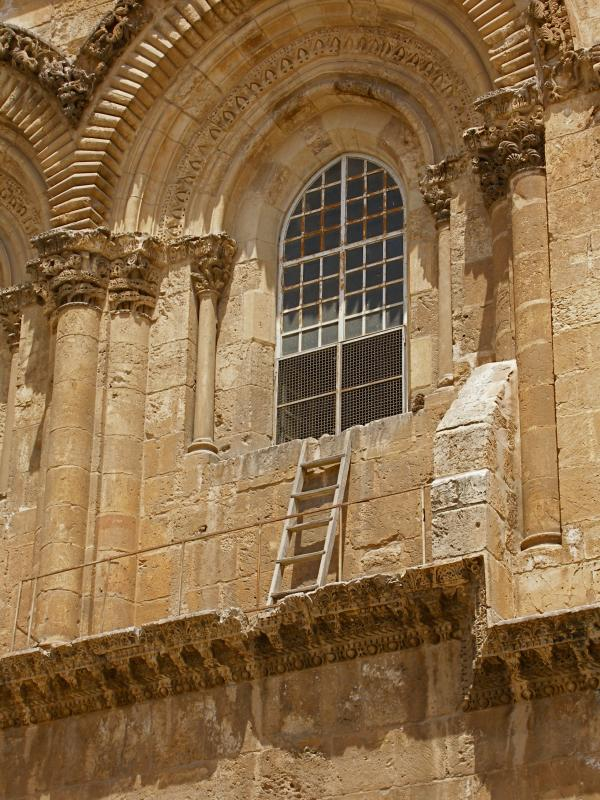
L'«escala inamovible» de la Basílica del Sant Sepulcre, fotografiada l'any 2009, s'ha mantingut al mateix lloc almenys des del com a conseqüència de l'Statu Quo.

L'Statu Quo (àrab: الوضع الراهن, al-Waḍʿ ar-Rāhin; hebreu: סטטוס קוו‎) és un acord entre les comunitats religioses pel que fa a nou llocs religiosos compartits a Jerusalem i Betlem. Altres Llocs Sants d'Israel i Palestina no es van considerar subjectes a l'Statu Quo, perquè les autoritats d'una religió o comunitat dins d'una religió estan en possessió reconeguda o efectiva.
L'Statu Quo es derivava d'un firman (decret) del sultà otomà Osman III el 1757 que preservava la divisió de la propietat i les responsabilitats de diversos llocs sagrats cristians. Altres firmans emesos el 1852 i 1853 afirmaven que no es podien fer canvis sense el consens de les sis comunitats cristianes;  aquests firmans van rebre el reconeixement internacional a l'article 9 del Tractat de París (1856). El terme «statu quo» es va utilitzar per primera vegada en relació amb els Llocs Sants en el Tractat de Berlín (1878).
El document de 1929 preparat pel britànic LGA Cust, The Status Quo in the Holy Places (‘L'Statu Quo als llocs sants’), es va convertir en el text estàndard sobre el tema, i els detalls es van formalitzar encara més a la Comissió de Conciliació de les Nacions Unides de 1949, després de la guerra de Palestina de 1947-1949.

## Història

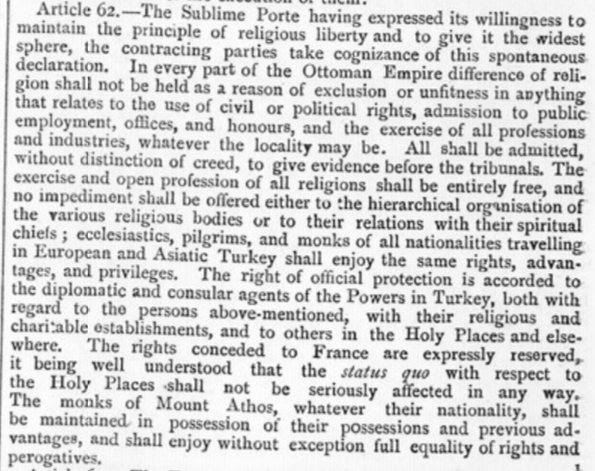
L'Statu Quo es va formalitzar en el dret internacional a l'article 62 del Tractat de Berlín (1878): «Els drets concedits a França queden expressament reservats, quedant ben entès que l'Statu Quo respecte als Llocs Sants no es veurà seriosament afectat de cap manera».

Controlats per l'Imperi Romà i, després de la seva divisió, per l'Imperi Romà d'Orient, els llocs sants es van convertir en un punt de disputa per primera vegada als segles posteriors al 1054, quan l'Església Catòlica Romana i l'Església Ortodoxa Oriental es van separar. Després de la presa de Terra Santa per part dels cavallers croats de la Primera Croada, l'església catòlica es va convertir en la custòdia de les esglésies de Jerusalem. Amb la derrota dels estats croats i l'ascens de l'Imperi Otomà, el control dels llocs va oscil·lar entre les esglésies catòlica (llatina) i ortodoxa (grega), depenent de quina d'elles pogués obtenir un firman (decret) favorable de la Sublim Porta otomana en un moment determinat, sovint mitjançant el suborn. No eren rars els enfrontaments violents. No hi va haver acord sobre aquesta qüestió, encara que es va discutir a les negociacions del Tractat de Karlowitz el 1699.
Durant la Setmana Santa de 1757, els cristians ortodoxos suposadament van prendre part de l'església controlada pels franciscans, cosa que possiblement va portar el sultà Osman III a redactar un decret de 1757 que constituiria la base de l'Statu Quo. En els anys que van precedir la Guerra de Crimea (1853-1856), Napoleó III de França va pressionar el sultà perquè invalidés l'Statu Quo de 1757 a favor de l'església catòlica, la qual cosa va portar en part a Nicolau I de Rússia a declarar la guerra a favor dels drets de l'església ortodoxa. Això va donar lloc als firmans de 1852 i 1853 del sultà Abdülmecid I, que van rebre el reconeixement internacional a l'article 9 del Tractat de París de 1856, deixant intacte l'Statu Quo. La divisió territorial existent es va solidificar entre les comunitats, en declarar el tractat que «l'Statu Quo actual es mantindrà i els santuaris de Jerusalem, ja siguin de propietat comuna o exclusiva de les comunitats grega, llatina i armènia, es mantindran per sempre en el seu estat actual». Tot i aquesta declaració, no hi ha termes unànimes que defineixin l'Statu Quo, de vegades la qual cosa de vegades ha provocat diferències d'opinió contradictòries.
Tot i les discussions sobre qui controlaria cada aspecte dels llocs sants, l'Statu Quo s'ha mantingut pràcticament intacte des del segle xviii fins a l'actualitat.
El terme «statu quo» es va utilitzar per primera vegada en relació amb els Llocs Sants a l'article 62 del Tractat de Berlín de 1878. Un resum de l'Statu Quo preparat per L.G.A. Cust, funcionari del Mandat Britànic, The Status Quo in the Holy Places, es va convertir ràpidament en el text estàndard sobre el tema.

## Llocs
Segons la Comissió de Conciliació de les Nacions Unides, l'Statu Quo s'aplica a nou llocs de Jerusalem i Betlem, que Cust separa en tres categories:

### Disputa entre confessions cristianes
- Basílica del Sant Sepulcre i les seves dependències, Jerusalem
  - Deir es-Sultan, sobre la Basílica del Sant Sepulcre, Jerusalem
- Sepulcre de la Verge Maria, Jerusalem
- Basílica de la Nativitat, Betlem
- Capella de la Gruta de la Llet, Betlem (no existeixen registres)[11]
- Capella del Camp del Pastor, Betlem (no existeixen registres)[11]

### Disputa entre cristians i musulmans
- Capella de l'Ascensió, Jerusalem

### Disputa entre jueus i musulmans
- Mur Occidental, Jerusalem[7]
- Tomba de Raquel, Betlem[7]

## «Escala inamovible»
L'anomenada «escala inamovible», sota la finestra de la Basílica del Sant Sepulcre, feta de fusta de cedre del Líban, està al mateix lloc des del 1728 i s'ha mantingut allà des que es va establir l'Statu Quo del 1757. Només s'ha traslladat, i temporalment, en dues ocasions. Es diu que l'escala és inamovible a causa de l'acord de l'Statu Quo que estableix que cap clergue de les sis Esglésies no pot moure, reordenar o alterar cap propietat sense el consentiment de les altres cinc.

Segons diversos relats, l'escala va pertànyer a un paleta que feia treballs de restauració a l'església del Sant Sepulcre. Jerome Murphy-O'Connor afirma que «l'escala es va introduir per primera vegada en una època en què els otomans gravaven el clergat cristià cada vegada que sortia i entrava al Sant Sepulcre». Els catòlics es van adaptar instal·lant dependències dins l'església. O'Connor continua:
La finestra, l'escala i la cornisa pertanyen als armenis. La cornisa servia de balcó per al clergat armeni resident al Sant Sepulcre, on arribaven per l'escala. Era la seva única oportunitat de prendre aire fresc i sol. Pel que sembla, en algun moment també hi cultivaven verdures fresques, a la cornisa.
El primer registre de l'escala es troba en un gravat d'Elzearius Horn de 1728. El 1757, el mateix any en què es va introduir l'Statu Quo, el sultà otomà Abdul Hamid I va esmentar l'escala en un firman, i com tot havia de deixar-se «com estava» segons el decret reial, l'escala també s'havia de quedar com estava. Una litografia del 1842 de David Roberts també mostra l'escala al seu lloc. La primera fotografia que mostra l'escala data de la dècada del 1850. A finals del segle xix, l'escala es feia servir per portar menjar als monjos armenis empresonats pels turcs. Els relats turcs esmenten que els monjos armenis feien servir l'escala per netejar les finestres situades sobre la cornisa. La cornisa romana d'Orient sobre la qual descansa l'escala ha estat utilitzada pel públic durant les festes. Durant el seu pelegrinatge a Terra Santa el 1964, el Papa Pau VI va descriure l'escala com a símbol visible de la divisió cristiana. El 1997, l'escala va ser suposadament introduïda a través de la finestra i amagada darrere d'un altar per un cristià protestant amb la intenció de «posar de manifest la ximpleria de la discussió sobre de qui és la cornisa». Va ser tornada a la cornisa setmanes després, i es va instal·lar una reixeta a la finestra. L'any 2009, l'escala es va col·locar contra la finestra de l'esquerra durant un breu període abans de tornar-la a traslladar.

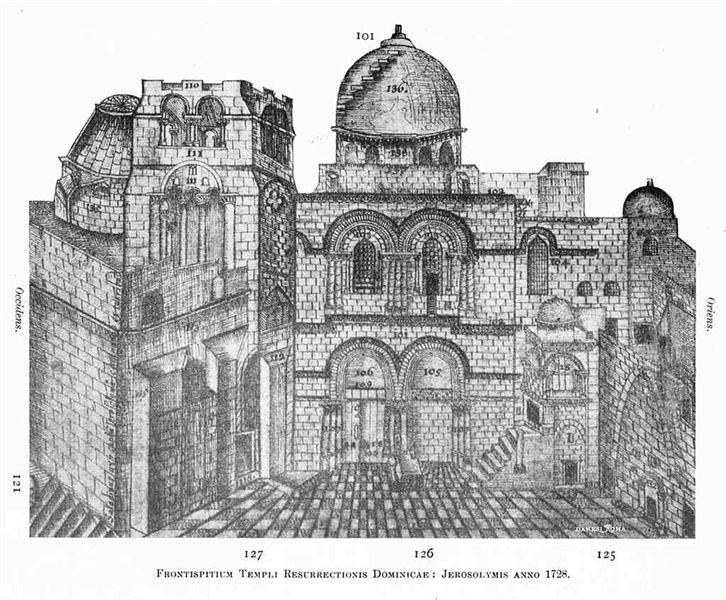
Gravat de 1728 que mostra l'escala
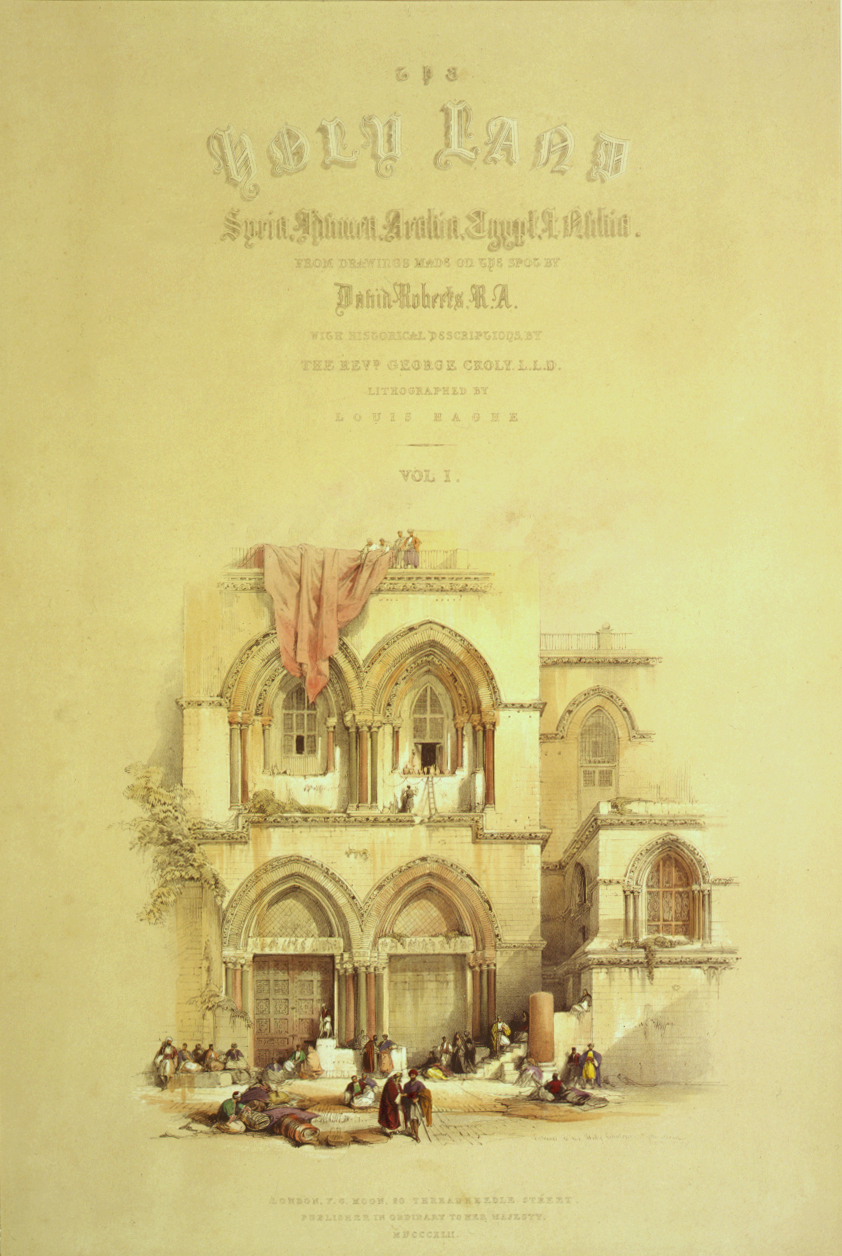
L'escala de la portada del 1842-49 La Terra Santa, Síria, Idumea, Aràbia, Egipte i Núbia
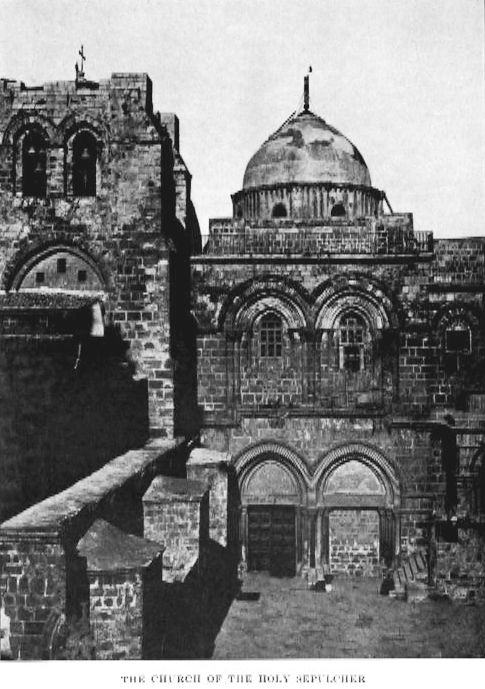
Església del Sant Sepulcre l'any 1885. L'escala inamovible és visible sota la finestra superior dreta. (Una escala diferent es recolza contra la cúpula.)
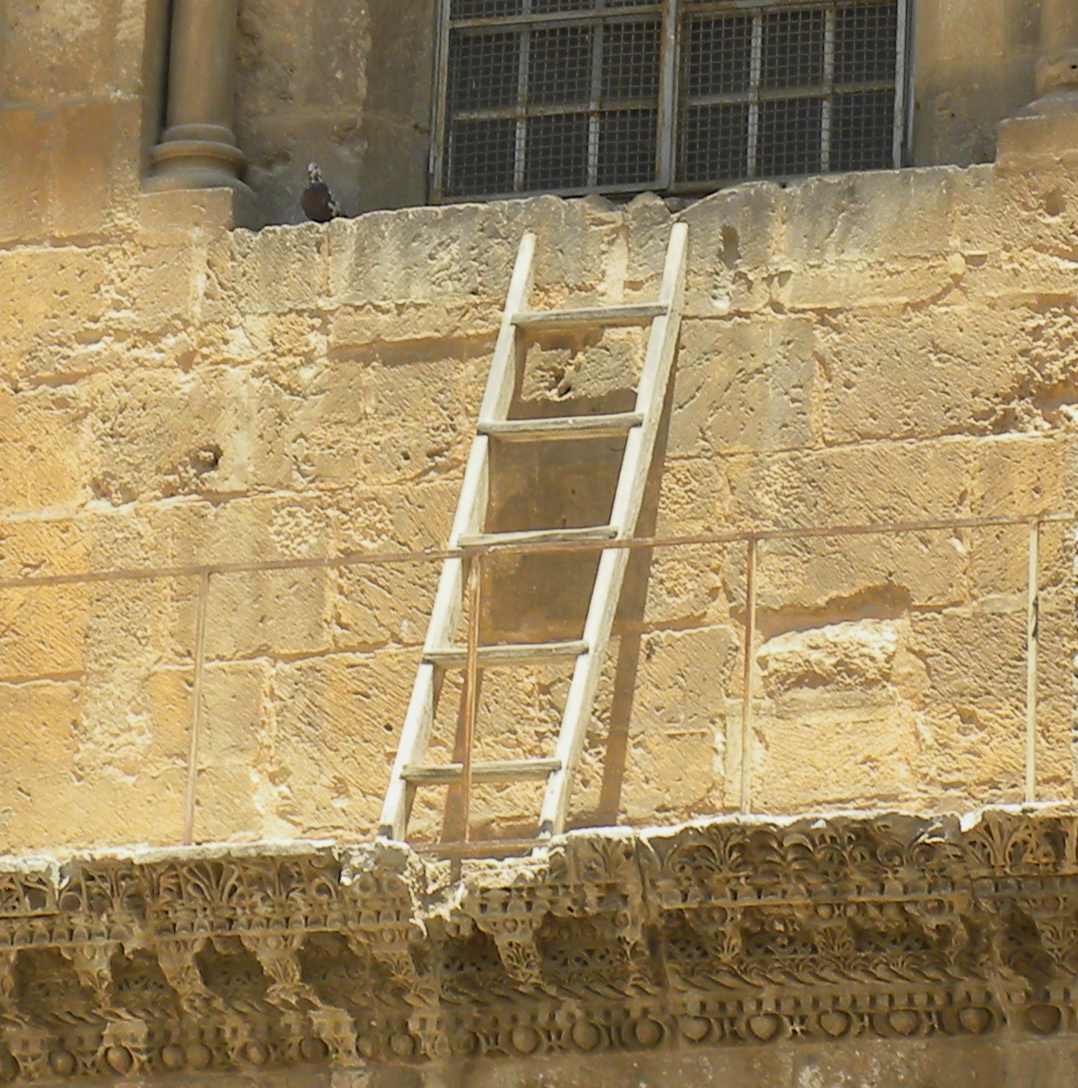
L'escala inamovible, 2011